# Колбен

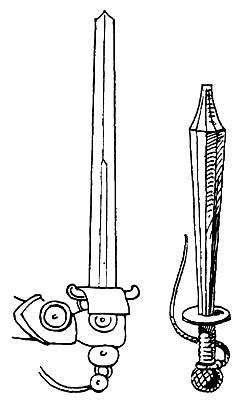
Колбен (справа)

Колбен, кольбен (нем. kolben) — европейская рыцарская турнирная булава или палица, изготовленная из дерева.
Это оружие стало применяться в рыцарских турнирах с XV века, заменив собой боевые мечи, копья, булавы и прочее боевое оружие.

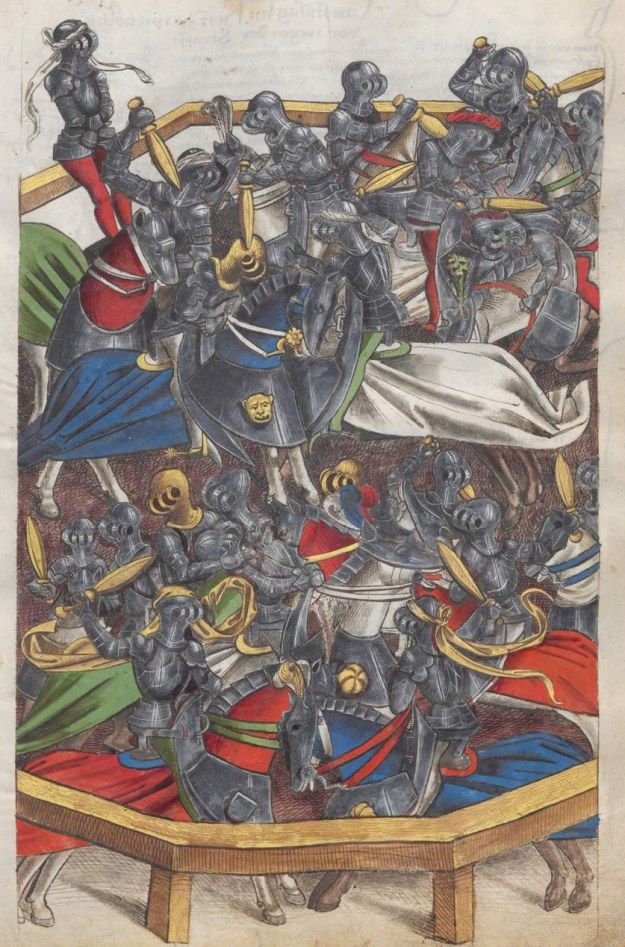
Kolbenturnier. Рис. из «Гербовника Конрада Грюненберга« (1482-1492)

С 1479 года «Франконским уставом» предписывалось использование только специального затупленного турнирного оружия. Основным турнирным оружием рыцаря все еще оставались копье и меч, но в начале XV века в Германии возникает «турнир на булавах» (нем. kolbenturnier). Этот вид боя, вероятно, произошел от «поединка справедливости» между пешими воинами, вооруженными дубинами, в котором принимали участие низшие слои населения. Бои на дубинах устраивались и в первой четверти XV века, потом они вышли из моды.

## Описание
Рабочая часть колбена изготавливалась в форме многогранника, который расширялся ближе к окончанию.
Рукоять имела округлое навершие и отделялась от ударной части нодусом (нем. nodus) — гардой из металлической круглой пластины для защиты кисти.
Колбен изготавливался из твёрдой плотной древесины и достигал длины 80 см.

## Использование в турнирах
Применение палицы в рыцарских состязаниях послужило веским поводом для изменения формы шлема, ведь удар даже деревянным колбеном по обычному топхельму мог стать опасным для здоровья. Стали использоваться сферические шлемы увеличенного размера с сеткой вместо забрала, которые не прилегали к затылку и основной вес переносили на плечи.
Благодаря появлению оружия с меньшей травмоопасности, турниры, до этого запрещавшиеся церковью и королями как «грубые рыцарские забавы», постепенно стали средневековым видом спорта, гарантировавшем все большую безопасность участникам состязаний.